# 貓鬥
貓鬥 (catfight) 是用於描述兩位女性之间打鬥，通常以抓、掌摑、拳擊、拉扯头发以及撕裂服飾做為特征。  它也可以用於形容女性之間的口头侮辱，或者為了爭奪男性、权力或專業成就而进行的激烈竞争。  自1940年代以来，貓鬥一直是美国新闻媒体和大众文化的主流内容，且通常被使用做為輕視女性的貶義詞。      美國女性主義作家苏珊·道格拉斯認為，貓鬥最基本的含義是指一位金发女性與另一位黑发女性之間的打鬥 。  然而，该术语并不是專門用於女性之间的競爭，而且在许多正式的定义中，也未提及性别。 

## 詞源
貓鬥(catfight) 一詞最早被收錄於牛津英語詞典，做為埃比尼澤·梅克於1824年一首嘲諷英雄詩的標題與內容；而最早被用於形容兩位女性之間的爭鬥，則是出現在1854年。 「貓」(cat) 一詞最初做為不分性別的蔑稱，但最終用於形容放蕩或性生活混亂的女性，以及惡意誹謗的詞彙。

## 男性對貓鬥的反應
貓鬥經常被形容為對於異性戀男性的挑逗。 在卡通、電影、以及廣告中，貓鬥被描述為在極具魅力、具有「超級名模身材」 、且衣衫不整的女性之間的打鬥，並且被媒體認為主要是迎合男性的性感象徵。
|                           | 在文化上，我們認為貓鬥是穿著比基尼、胸大無腦的尤物互相掌摑與摔角。然而他們被性化和貶低了。 |
| ——導演奧納·圖克，Catfight |                                                                                            |

## 女性對貓鬥的反應
女性經常對「貓鬥」一詞持批評態度，特別是將它做為不恰當的方式，解決女性在重要議題上的分歧時。這會性化並且降低這些女性所遇到的問題的嚴重性及重要性。
女性主義的歷史學家認為，使用「貓鬥」一詞來標示女性對手，可以追溯到1940年。當時的美國報紙以「貓鬥」來形容克萊爾·布思·魯斯與記者多蘿西·湯普森就1940年總統大選候選人所提出的爭論。一家報紙稱其為「兩位金髮女武神之間的對抗」；而記者沃爾特·溫切爾在一家夜總會遇到魯斯與湯普森時，敦促她們不要打架，並說：「女士們，女士們，請記住有紳士在場。」
1970年代，美國新聞媒體開始使用「貓鬥」來描述女性在婦女權利問題上的分歧，例如平等權利修正案。
英属哥伦比亚大学索德商学院的一项调查发现，无论是男性或是女性受訪者，都认为女性与女性之间的冲突，对於工作环境的负面影响，大于男性所涉及的冲突。 